# Електроинженерство
Електроинженерство (или електротехника – от руски: Электротехника) е инженерна дисциплина, която обхваща изучаването и приложението на електричеството, електрониката и електромагнетизма. Тук се включват производството на електрическа енергия, пренасянето на електрическа енергия, както и всички форми на нейното използване – от задвижваните с електричество машини през всички схеми за командна, измервателна, регулаторна и компютърна техника, та чак до съобщителната техника.

## История, развитие и личности в електроинженерството
Намерила своето начало при физиката, електроинженерството се отделя като самостоятелна инженерна дисциплина по времето на Томас Едисън и Вернер фон Сименс, когато са направени множество открития в областта на електричеството. През 1752 Бенджамин Франклин изобретява гръмоотвода и през 1751-53 издава своите Experiments and Observations on Electricity.
През 1792 Луиджи Галвани провежда своя експеримент с жабешки бутчета. Подбуден от този експеримент, Алесандро Волта построява през 1800 т. нар. волтов стълб – първата функционираща батерия.
През 1820 Ханс Кристиан Оерстед провежда опити за отклоняване на магнитна игла чрез електрически ток. Андре Мари Ампер продължава тези опити и доказва през 1820, че два проводника, през които тече ток, упражняват сили по между си. Ампер създава термините електрическо напрежение и електрически ток и установява посоката на тока.
Фарадей има голям принос в областта на електрическите и магнитните полета. Той е и автор на термина „силови линии на поле“. Откритията на Фарадей са основата за работата на Джеймс Клерк Максуел. Той допълва теорията на електромагнетизма с електродинамиката и нейната математическа формулировка. Издадените през 1864 уравнения на Максуел - същината на неговата работа – са една от основите на днешната електротехника. Те предсказват съществуването на електромагнитни вълни, доказани по-късно от Хайнрих Херц. Те са основата на радиопредаването.
Йохан Филип Райс открива през 1860 в института Garnier във Фридрихсдорф телефона и по този начин електрическото предаване на глас. Въпреки това, неговото откритие не се радва на особено внимание, докато през 1876 Александър Греъм Бел не конструира в САЩ първия наистина готов за употреба телефон и го въвежда успешно на пазара.
Никола Тесла е автор на много изобретения, важни за развитието на електротехниката, като
електромагнитната индукция, електрическия двигател и луминесцентната лампа.

## Раздели
В миналото електротехниката се е деляла на силнотокова техника, днес преминала в енергетиката, задвижваща техника и слаботокова техника, от която се формира съобщителната техника. Други области са измервателната техника, техниката на регулиране, както и електрониката. Границите между отделните области се преливат. С увеличаващото се разпространение на приложенията на електротехниката се появяват и нови специализирани области. В наши дни почти всички производствени процеси протичат с голямо участие на електрически уреди и системи за управление.

### Енергетика
Енергетиката (по-рано силнотокова техника) обхваща както създаването и пренасянето на електрическа енергия, така и техниката на високите напрежения (ТВН). Електрическата енергия бива в повечето случаи създадена от механична енергия с помощта на генератори. Към силнотоковата техника принадлежи и задвижващата техника.

### Задвижваща техника
Изучава различните електромеханични устройства.

### Съобщителна техника
Телекомуникации.

### Теоретична електротехника
Теоретичната електротехника се занимава със създаването на математически модели и заместващи схеми на реалните схеми с цел улеснено проследяване на процесите в електрическите вериги.